# Conus neptunus
Espèce
Statut de conservation UICN

 LC  : Préoccupation mineure
Conus neptunus est une espèce de mollusques gastéropodes marins de la famille des Conidae.
Comme toutes les espèces du genre Conus, ces escargots sont prédateurs et venimeux. Ils sont capables de « piquer » les humains et doivent donc être manipulés avec précaution, voire pas du tout.

## Description
La taille d'une coquille adulte varie entre 43 mm et 80 mm. La coquille solide est étroite, avec une spire élevée de façon concave et un apex pointu. Le verticille est strié à distance vers la base. La coquille a une couleur chair, partout veinée et troublée de lignes et de taches flexueuses de couleur châtain rougeâtre. L'ouverture est blanc rosé. 

## Distribution
Cette espèce est présente au large des Philippines, de l'Australie et dans le sud-ouest de l'océan Pacifique.

### Niveau de risque d’extinction de l’espèce
Selon l'analyse de l'UICN réalisée en 2011 pour la définition du niveau de risque d'extinction, cette espèce se trouve dans l'ensemble des Philippines, ainsi que dans les îles Salomon, au Vanuatu et dans les récifs Swain, dans le Queensland, en Australie elle est très commune dans certaines parties de son aire de répartition. Il n'y a pas de menaces majeures connues. Cette espèce est classée dans la catégorie "préoccupation mineure".

## Taxonomie

### Publication originale
L'espèce Conus neptunus a été décrite pour la première fois en 1843 par l'éditeur et naturaliste britannique Lovell Augustus Reeve dans « Conchologia Iconica, or, illustrations of the shells of molluscous animals »,.

### Synonymes
- Asprella neptunus (Reeve, 1843) · non accepté
- Conus (Phasmoconus) neptunus Reeve, 1843 · appellation alternative
- Conus colorovariegatus Kosuge, 1981 · non accepté
- Conus neptunoides E. A. Smith, 1880 · non accepté
- Conus neptunus futunaensis Moolenbeek & Röckel, 1996 · non accepté
- Graphiconus neptunus (Reeve, 1843) · non accepté

### Sous-espèces
- Conus neptunus futunaensis Moolenbeek & Röckel, 1996, accepté en tant que Conus neptunus Reeve, 1843 (synonym of Conus neptunu )